# Jānis Cimze
Jānis Cimze (ur. 3 lipca 1814 we wsi Rauna, zm. 22 października 1881 w Wałku) – łotewski kompozytor i pedagog. 
Studiował pedagogikę na berlińskim uniwersytecie oraz muzykę. Po powrocie do kraju, od 1839 r., działał w Valmierze. W 1849 r. został dyrektorem seminarium nauczycielskiego w Wałku. Był pierwszym zbieraczem łotewskich pieśni ludowych. Wydał zbiór pieśni chóralnych Dziesmu rota.
Zmarł 22 października 1881 r. Został pochowany na cmentarzu Lugažu w Wałku. Pomnik został wystawiony w 1887 r. przez uczniów i przyjaciół i zadedykowany: nauczycielowi nauczycieli, w trzech językach (estońskim, łotewskim i niemieckim). W setną rocznicę urodzin kompozytora dodano portretowy relief. 